# Scowl
Scowl és un grup estatunidenc de punk hardcore de la ciutat de Santa Cruz. La banda està formada per la cantant Kat Moss, els guitarristes Malachi Greene i Mikey Bifolco, el baixista Bailey Lupo i el bateria Cole Gilbert.
Scowl ha fet gires i ha compartit escenari amb bandes com Circle Jerks, Negative Approach, System of a Down, Korn, Turnstile, Deftones i Limp Bizkit, i va fer una gira per Austràlia durant els mesos de maig i juny de 2023. També va tocar a l'edició de 2023 del festival Coachella.

## Discografia
- Scowl (EP, 2019)[10]
- Reality After Reality... (EP, 2019)[11]
- How Flowers Grow (Flatspot Records, 2021)[12][13]
- Psychic Dance Routine (EP, 2023)[14][15]